# Heinrich von Einsiedel
Heinrich Graf von Einsiedel (* 26. Juli 1921 in Potsdam; † 18. Juli 2007 in München) war ein deutscher Offizier im Zweiten Weltkrieg, Politiker und Autor.

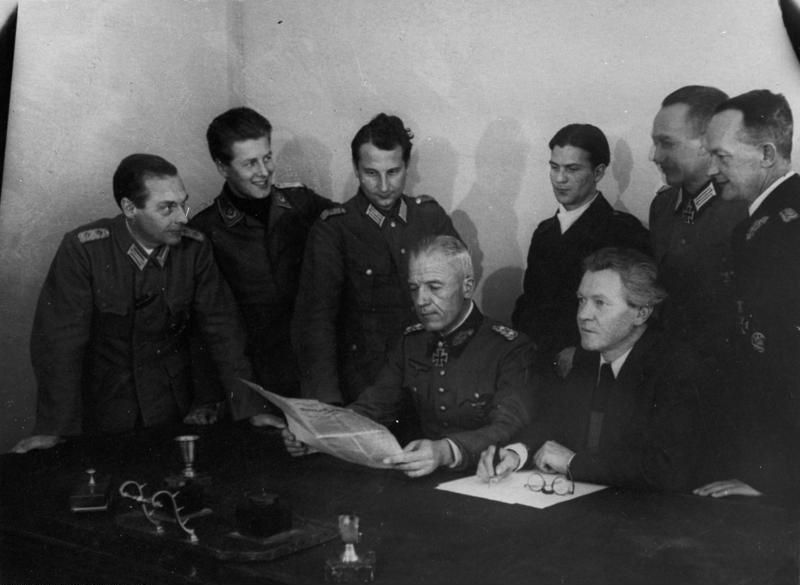
Sitzung des NKFD; Einsiedel 2. von links

## Leben
Er war das jüngste von drei Kindern des Herbert Graf von Einsiedel (1885–1945) und der Gräfin Irene von Bismarck-Schönhausen (1888–1982). Sein Urgroßvater war Otto von Bismarck. Seine Geschwister waren Gisela Freifrau von Richthofen gesch. von Nostitz-Wallwitz geb. Gräfin von Einsiedel (1909–2005) und Gisbert Graf von Einsiedel (1917–1940).
Die 1908 geschlossene Ehe der Eltern wurde 1931 wieder geschieden. Beide Elternteile heirateten wieder – der Vater heiratete Irma von Tresckow (1901–1976) und die Mutter den Offizier Horst von Petersdorff (1892–1962).
In seiner Jugend war Graf von Einsiedel als Gruppenführer in der nach 1933 illegal fortgeführten Jungenschaft aktiv. Er legte im Herbst 1939 sein Abitur am Grunewald-Gymnasium in Berlin ab.
Im Zweiten Weltkrieg war er als Jagdflieger im Jagdgeschwader 2 „Richthofen“ und zuletzt im Jagdgeschwader 3 „Udet“ an der Ostfront eingesetzt und erzielte insgesamt 46 Luftsiege. Er wurde mit dem Deutschen Kreuz in Gold ausgezeichnet, erhielt aber nicht das Ritterkreuz, worüber er sich später beklagte. Am 30. August 1942 wurde er bei Stalingrad abgeschossen und geriet in sowjetische Kriegsgefangenschaft. Er besuchte freiwillig eine Antifa-Schule, wurde Mitglied einer antifaschistischen Gruppe und Mitbegründer, Vizepräsident und „Frontbeauftragter für Propaganda“ des Nationalkomitees Freies Deutschland (NKFD). Auch war er Gründungsmitglied des Bundes Deutscher Offiziere (BDO).
Im Unterschied zu den meisten anderen ehemaligen Mitgliedern des NKFD distanzierte sich Einsiedel nie von der Rolle, die er darin spielte. Doch obwohl er lebenslang von der Richtigkeit des Kampfes gegen den Nationalsozialismus überzeugt blieb, geriet er ins Schwanken, als er Parallelen hierzu im Sowjetsystem entdeckte. Später schrieb er: „Das einzige, was mich immer wieder schwankend macht, das ist die furchtbare Ähnlichkeit, die der Sowjetstaat vielfach mit dem Dritten Reich hat.“ Namentlich benannte er in diesem Zusammenhang die „penetrante Propaganda, [den] Fanatismus, mit dem man sich an vorgefasste Meinungen klammert, die Bevormundung, das Spitzelunwesen und die Korruption“. Als Einsiedel gegen Kriegsende gegen die Gräueltaten der Roten Armee in Ostpreußen protestierte, fiel er bei den sowjetischen Machthabern in Ungnade. Nunmehr wurde er als „Verleumder der Roten Armee“ und „politisch unzuverlässig“ eingestuft.
Nach seiner Entlassung aus der Gefangenschaft im Juni 1947 trat er im Juli 1947 der SED bei und war in Ost-Berlin als Journalist der Täglichen Rundschau tätig. Im Mai 1948 in der amerikanischen Zone bei einem Besuch der Mutter verhaftet, wegen eines Passvergehens nach sechsmonatiger Haft nach Ost-Berlin zurückgekehrt, fürchtete er eine Verhaftung durch die sowjetische Geheimpolizei und flüchtete nach West-Berlin. Er bezeichnete jetzt offen die hinter ihm liegende „Diktatur der SED“ als „unmenschlich“ und trat aus der SED aus. In der Folgezeit arbeitete er in der Bundesrepublik Deutschland als Übersetzer, Drehbuchautor und Essayist. Von 1957 bis 1992 war er Mitglied der SPD. Er lebte in Berlin, Frankfurt am Main, Köln und München und widmete sich dem Anliegen, das NKFD als Widerstandsbewegung anerkennen zu lassen, was Mitte der 1990er Jahre geschah.

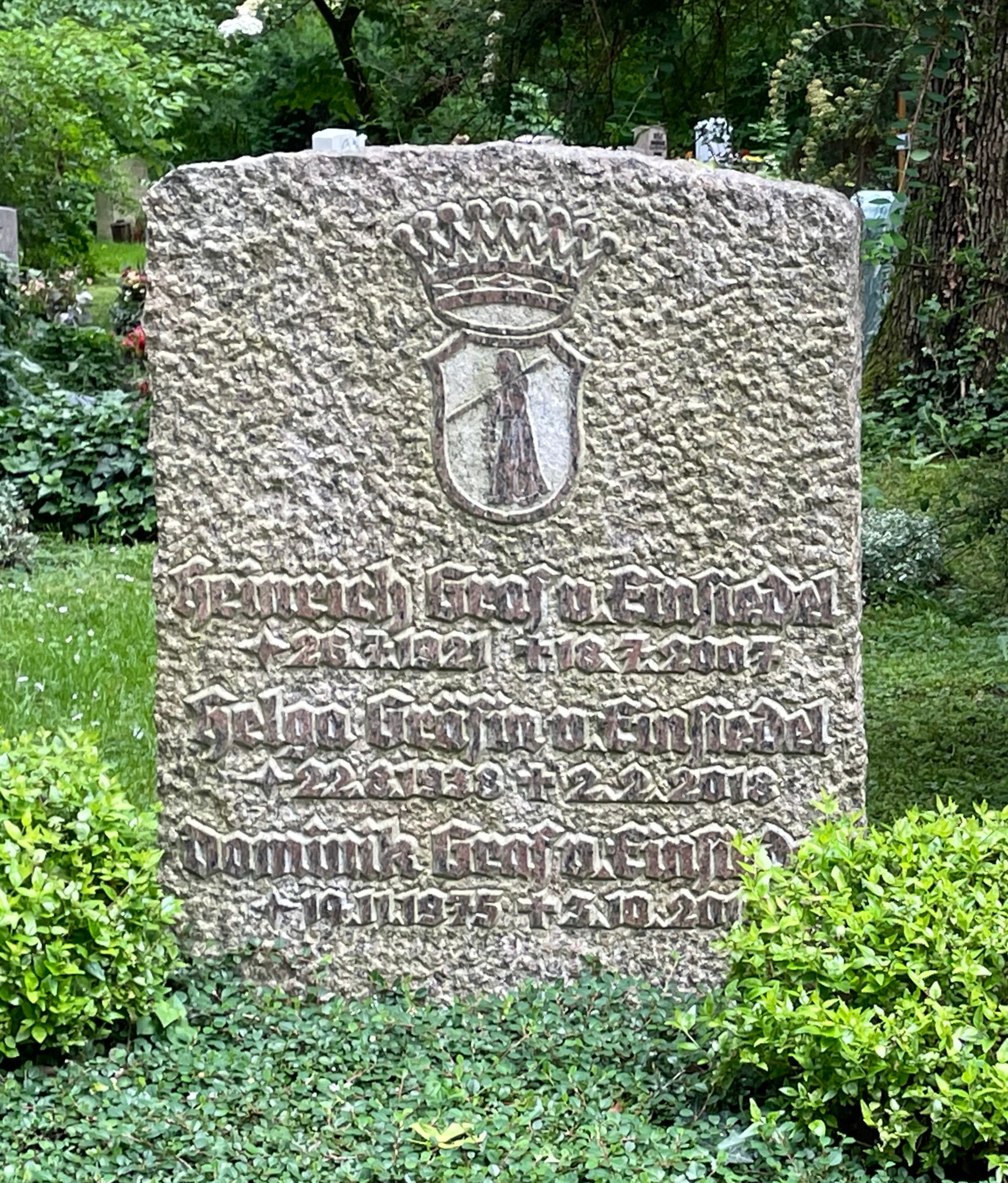
Grabstein auf dem Friedhof Haidhausen

Über die Landesliste der Partei des Demokratischen Sozialismus (PDS) in Sachsen gewählt, war Einsiedel von 1994 bis 1998 Mitglied des Deutschen Bundestages. 
Heinrich Graf von Einsiedel war von 1955 bis 1964 mit der Schauspielerin und späteren Grünen-Politikerin Barbara Rütting (1927–2020) verheiratet. In zweiter Ehe heiratete er 1972 Helga Lechtape geb. Grüter (1938–2018), mit der er zwei Söhne hatte. Er liegt auf dem Friedhof Haidhausen begraben.

## Schriften (Auswahl)
- Frank Schumann (Hrsg.): Der rote Graf. Heinrich Graf von Einsiedel. Geschichtliche Betrachtungen. Frankfurter Oder Editionen, Frankfurt (Oder) 1994, ISBN 3-930842-06-8 (Sammelband mit einer Auswahl von Einsiedels Veröffentlichungen und einem kurzen biografischen Begleittext).
- Mit Joachim Wieder: Stalingrad und die Verantwortung des Soldaten. Herbig, 4., überarbeitete Neuauflage 1993, ISBN 3-7766-1778-0.
- Tagebuch der Versuchung. 1942–1950. 1950; als Ullstein TB (1985): ISBN 3-548-33046-0.
- Der Überfall. Hoffmann und Campe 1984, ISBN 3-455-08677-2.

## Fernsehdokumentation
- Raimund Koplin: Heinrich Graf von Einsiedel. Ein deutsches Schicksal. WDR 1990.